# 郅壽
郅壽（？—89年），字伯考，汝南郡西平縣（今河南省舞陽縣）人，東漢政治人物。郅惲之子。
郅壽善寫文章，以清廉有能力著稱。官至冀州刺史，糾舉不法，沒有寬宥。後任京兆尹，豪強為之斂跡。後來擔任尚書僕射，他彈劾大將軍竇憲耗費庫藏，驕奢不法。於是他被竇憲陷害，流放合浦，沒有出發他就自殺而死。